# Rüdiger von Etzdorf
Rüdiger Etzdorf, seit 1899 von Etzdorf (* 23. Juni 1852 in Neumark bei Merseburg; † 19. März 1935 ebenda) war ein preußischer Verwaltungsjurist und Landrat im Kreis Elbing, Provinz Westpreußen (1888–1907). Er ist der Bruder von Ulrich von Etzdorf und der Vater von Hasso von Etzdorf. Die deutsche Fliegerin Marga von Etzdorf ist die Nichte seines Sohnes.

## Leben und Wirken
Er besuchte das Gymnasium in Schulpforta bei Naumburg (Saale) und studierte Jura in Jena und Halle (Saale). Etzdorf wirkte als Wirklicher Geheimer Rat und Vortragender Rat im preußischen Ministerium für Landwirtschaft, Domänen und Forsten. 1888 wurde er zum Landrat für den Kreis Elbing ernannt.
So verwaltete Rüdiger von Etzdorf von 1898 bis 1927 als Generalbevollmächtigter des deutschen Kaisers Wilhelm II. die kaiserliche Sommerresidenz samt Mustergut Cadinen, Provinz Westpreußen.

## Ehrungen
Am 2. Juni 1899 wurde er in den preußischen Adelsstand erhoben.